# Панчо Виља
Франсиско „Панчо” Виља (Francisco „Pancho” Villa, : []; рођен као Хосе Доротео Аранго Арамбула (José Doroteo Arango Arámbula); 5. јун 1878 — 20. јул 1923) био је мексички револуционар. Био је кључна фигура у Мексичкој револуцији, која је збацила председника и диктатора Порфирија Дијаза и довела Франсиска Мадера на власт 1911. године. Када је Мадеро збачен у пучу који је предводио генерал Викторијано Уерта у фебруару 1913. године, Виља се придружио анти-Уертиним снагама у Уставотворној војсци коју је предводио Венустијано Каранза. Након пораза и изгнанства Уерте у јулу 1914, Виља је раскинуо са Каранзом. Виља је доминирао на састанку револуционарних генерала, који је искључио Каранзу и помогао у стварању коалиционе владе. Емилијано Запата и Виља су у овом периоду постали формални савезници. Као и Запата, Виља је снажно подржавао аграрну реформу, али је није спровео док је био на власти.
На врхунцу своје моћи и популарности крајем 1914. и почетком 1915. године, САД су разматрале да признају Виљу као легитимног председника Мексика. У Мексику, Виља се углавном сматра херојем Мексичке револуције који се усудио да се супротстави Сједињеним Државама. Неки амерички медији описују Виљу као зликовца и убицу.
У новембру 1915. избио је грађански рат када је Каранза изазвао Виљу. Виља је одлучно поражен од стране уставног генерала Алвара Обрегона у лето 1915, а САД су директно помогле Каранзи против Виље у Другој бици код Агва Пријете. Велики део Виљине војске је отишао након његовог пораза на бојном пољу и због недостатка средстава за куповину оружја и исплату плата војницима. Бесан због америчке подршке Каранзи, Виља је извршио напад на погранични град Коламбус, Нови Мексико, како би подстакао САД да изврше инвазију на Мексико 1916. године. Упркос великом броју војника и супериорној војној технологији, САД нису успеле да ухвате Виљу. Када је Каранза збачен са власти 1920. године, Виља је преговарао о амнестији са привременим председником Адолфом де ла Уертом и добио је земљишни посед, под условом да се повуче из политике. Виља је убијен у атентату 1923. године. Иако његова фракција није победила у револуцији, био је једна од њених најхаризматичнијих и најистакнутијих личности.
Током свог живота, Виља је помогао у стварању сопствене слике као међународно познатог револуционарног хероја, глумећи самог себе у холивудским филмовима и дајући интервјуе страним новинарима, посебно Џону Риду. Након смрти, био је искључен из пантеона револуционарних хероја све док сонорански генерали Обрегон и Каљес, против којих се борио током револуције, нису отишли са политичке сцене. Виљино искључење из званичног наратива револуције можда је допринело његовој континуираној постхумној популарности. Слављен је током револуције и дуго након тога кроз коридо песме, филмове о његовом животу и романе истакнутих писаца. Године 1976, његови посмртни остаци су поново сахрањени у Споменику револуцији у Мексико Ситију на великој јавној церемонији.

## Рани живот
Виља је испричао низ контрадикторних прича о свом раном животу. Према већини извора, рођен је 5. јуна 1878. и по рођењу је добио име Хосе Доротео Аранго Арамбула. Као дете, стекао је извесно образовање у локалној црквеној школи, али није био вичан више од основне писмености. Његов отац је био наполичар по имену Агустин Аранго, а мајка Микаела Арамбула. Одрастао је на Rancho de la Coyotada, једној од највећих хацијенди у држави Дуранго. У резиденцији породице се данас налази историјски музеј Кућа Панча Виље у Сан Хуан дел Рију. Доротео је касније тврдио да је син бандита Агустина Виље, али према најмање једном научнику, „идентитет његовог правог оца је и даље непознат.” Био је најстарији од петоро деце. Напустио је школу да би помогао мајци након очеве смрти, и радио је као наполичар, гонич мазги (arriero), месар, зидар и пословођа за америчку железничку компанију.
Према његовим диктираним сећањима, објављеним као Мемоари Панча Виље, са 16 година се преселио у Чиваву, али се убрзо вратио у Дуранго да пронађе и убије власника хацијенде по имену Агустин Лопез Негрете, који је силовао његову сестру, након чега је украо коња и побегао у регион Сијера Мадре Оксидентал у Дурангу, где је лутао брдима као лопов. У ствари, 22. септембра 1894. упуцао је Негретеа у ногу. На крају је постао члан бандитске дружине где је био познат под именом „Аранго”.
Године 1898. ухапшен је због крађе оружја и мазги.
Године 1902. руралеси, елитна сеоска полиција председника Порфирија Дијаза, ухапсили су Панча због крађе мазги и напада. Због својих веза са моћним Паблом Валенцуелом, који је наводно био прималац робе коју је украо Виља/Аранго, поштеђен је смртне казне која се понекад изрицала ухваћеним бандитима. Панчо Виља је присилно регрутован у Федералну војску, пракса која се често примењивала под Дијазовим режимом за обрачун са проблематичним особама. Неколико месеци касније, дезертирао је и побегао у суседну државу Чиваву.‍:58 Покушао је да ради као месар у Идалгу дел Паро, али је био приморан да напусти посао због монопола Теразас-Крил. Године 1903, након што је убио војног официра и украо му коња, више није био познат као Аранго већ Франсиско „Панчо” Виља по свом деди по оцу, Хесусу Виљи.‍:58 Међутим, други тврде да је преузео име од бандита из Коавиле. Пријатељи су га звали La Cucaracha („бубашваба”).
До 1910. године, Виља је наводно смењивао периоде крађе са легитимнијим пословима.‍:58 У једном тренутку био је запослен као рудар, али тај посао није имао већи утицај на њега. Виљин поглед на бандитизам се променио након што је упознао Абрахама Гонзалеза, локалног представника председничког кандидата Франсиска Мадера, богатог хацијендера који је постао политичар из северне државе Коавила, који се противио наставку владавине Дијаза и убедио Виљу да се кроз свој бандитизам може борити за народ и нашкодити власницима хацијенди.
На почетку Мексичке револуције 1910. године, Виља је имао 32 године.

## Мадеро и Виља у збацивању Дијаза
На почетку Мексичке револуције, за Виљу и људе попут њега који су деловали као бандити, немири су пружили проширене хоризонте, „промену титуле, а не занимања” према једној процени. Виља се придружио оружаној побуни коју је Франсиско Мадеро позвао 1910. да збаци тадашњег председника Порфирија Дијаза у Плану из Сан Луис Потосија. У Чивави, вођа анти-реизборника, Абрахам Гонзалез, контактирао је Виљу да се придружи покрету. Виља је заузео велику хацијенду, затим воз војника Федералне војске, и град Сан Андрес. Наставио је да побеђује Федералну војску у Наици, Камаргу и Пилар де Кончосу, али је изгубио код Теколотеа. Виља се лично састао са Мадером у марту 1911, док је борба за збацивање Дијаза још трајала. Иако је Мадеро створио широк покрет против Дијаза, није био довољно радикалан за анархо-синдикалисте из Мексичке либералне партије, који су оспоравали његово вођство. Мадеро је наредио Виљи да се обрачуна са претњом, што је и учинио, разоружавши их и ухапсивши. Мадеро је наградио Виљу унапредивши га у пуковника револуционарних снага.
Већина борби водила се на северу Мексика, близу границе са Сједињеним Државама. У страху од америчке интервенције, Мадеро је наредио својим официрима да прекину опсаду стратешког пограничног града Сијудад Хуареза. Виља и Пасквал Ороско су уместо тога напали, заузевши град након два дана борбе, чиме су победили у првој Бици код Сијудад Хуареза 1911. године.
Суочен са низом пораза на многим местима, Дијаз је поднео оставку 25. маја 1911. и отишао у изгнанство. Међутим, Мадеро је потписао Споразум из Сијудад Хуареза са Дијазовим режимом, према којем је иста структура власти, укључујући и недавно поражену Федералну војску, задржана.

## Виља током Мадеровог председништва, 1911–1913
Побуњеничке снаге, укључујући Виљу, су демобилисане, а Мадеро је позвао људе од акције да се врате цивилном животу. Ороско и Виља су захтевали да се земља хацијенди, заплењена током насиља које је довело Мадера на власт, подели револуционарним војницима. Мадеро је то одбио, рекавши да ће влада откупити имања од њихових власника и затим их у неком будућем тренутку поделити револуционарима. Према причи коју је испричао Виља, рекао је Мадеру на банкету у Сијудад Хуарезу након победе 1911. године: „Ви, господине [Мадеро], уништили сте револуцију... Једноставно је: ова гомила дендија вас је направила будалом, и то ће нас на крају коштати главе, укључујући и вашу.” То се показало тачним за Мадера, који је убијен током војног пуча у фебруару 1913. у периоду познатом као Трагична декада (Decena Trágica).
Једном када је изабран за председника у новембру 1911, Мадеро се показао као катастрофалан политичар, отпуштајући своје револуционарне присталице и ослањајући се на постојећу структуру власти. Виља је снажно осудио Мадерову одлуку да именује Венустијана Каранзу (који је претходно био чврст присталица Дијаза све док Дијаз није одбио да га именује за гувернера Коавиле 1909.) за свог министра рата. Мадерово „лично одбијање да се прилагоди Ороску била је велика политичка грешка.” Ороско се побунио у марту 1912, како због Мадеровог континуираног неуспеха да спроведе аграрну реформу, тако и зато што се осећао недовољно награђеним за своју улогу у довођењу новог председника на власт. На захтев Мадеровог главног политичког савезника у држави, гувернера Чиваве Абрахама Гонзалеза, Виља се вратио у војну службу под Мадером да би се борио против побуне коју је водио његов бивши друг Ороско. Иако га је Ороско позивао да се придружи његовој побуни, Виља је поново донео Мадеру кључне војне победе. Са 400 коњаника, заузео је Парал од Ороскиста, а затим се удружио у стратешком граду Тореону са Федералном војском под командом генерала Викторијана Уерте.
Уерта је у почетку поздравио успешног Виљу и покушао да га стави под своју контролу именујући га почасним бригадним генералом у Федералној војсци, али Виља се није лако дао контролисати нити импресионирати. Уерта је затим покушао да дискредитује и елиминише Виљу оптужујући га за крађу финог коња и називајући га бандитом. Виља је ударио Уерту, који је потом наредио Виљино погубљење због непослушности и крађе. Када је требало да буде погубљен стрељањем, апеловао је на генерале Емилија Мадера и Раула Мадера, браћу председника Мадера. Њихова интервенција је одложила погубљење док се председник није могао контактирати телеграфом, а он је наредио Уерти да поштеди Виљин живот, али да га затвори.
Виља је прво био затворен у затвору Белем у Мексико Ситију. Док је био у затвору, Хилдардо Магања, следбеник Емилијана Запате, револуционарног вође у Морелосу, подучавао га је читању и писању. Магања га је такође обавестио о Запатином Плану из Ајале, који је одбацио Мадера и позвао на аграрну реформу у Мексику. Виља је пребачен у затвор Сантијаго Тлателолко 7. јуна 1912. Тамо је добио даље подучавање из грађанског васпитања и историје од затвореног генерала Федералне војске Бернарда Рејеса. Виља је побегао на Божић 1912, прешавши у Сједињене Државе близу Ногалеса, Аризона, 2. јануара 1913. Стигавши у Ел Пасо, Тексас, покушао је да пренесе поруку Мадеру преко Абрахама Гонзалеза о предстојећем државном удару, али без успеха; Мадеро је убијен у фебруару 1913, а Уерта је постао председник. Виља је био у САД када се догодио пуч. Са само седам људи, неколико мазги и оскудним залихама, вратио се у Мексико у априлу 1913. да се бори против Мадеровог узурпатора и сопственог потенцијалног егзекутора, председника Викторијана Уерте.

## Борба против Уерте, 1913–14
Уерта је одмах кренуо да консолидује власт. Наредио је убиство Абрахама Гонзалеза, гувернера Чиваве, Мадеровог савезника и Виљиног ментора, у марту 1913. (Виља је касније пронашао Гонзалезове остатке и свом пријатељу и ментору приредио достојну сахрану у Чивави.)
Гувернер Коавиле, Венустијано Каранза, кога је именовао Мадеро, такође је одбио да призна Уертину власт. Прогласио је План из Гвадалупеа да збаци Уерту као неуставног узурпатора. Сматрајући Каранзу мањим од два зла, Виља му се придружио како би збацио свог старог непријатеља, Уерту, али га је такође чинио предметом шала и подвала. Каранзин политички план добио је подршку политичара и генерала, укључујући Пабла Гонзалеза, Алвара Обрегона и Виљу. Покрет је колективно назван Ejército Constitucionalista de México (Уставотворна војска Мексика). Придев Constitucionalista је додат да би се нагласило да Уерта није легално дошао на власт путем законитих процедура предвиђених мексичким Уставом из 1857.. Све до збацивања Уерте, Виља се придружио револуционарним снагама на северу под „Првим шефом” Каранзом и његовим Планом из Гвадалупеа. Период 1913–1914 био је време Виљине највеће међународне славе и војног и политичког успеха. Током овог времена Виља се фокусирао на приступ финансирању од богатих хацијендера и прикупљао новац користећи методе као што су принудне процене наметнуте непријатељским власницима хацијенди и пљачке возова. У једној значајној авантури, након пљачке воза, држао је 122 сребрне полуге и једног запосленог у Велс Фаргу као таоца, приморавши Велс Фарго да му помогне да прода полуге за готовину. Уследила је брза, жестока серија победа код Сијудад Хуареза, Тијера Бланке, Чиваве и Охинаге.
Познати амерички новинар и писац Амброуз Бирс, тада у својим седамдесетим годинама, пратио је Виљину војску током овог периода и био сведок Битке код Тијера Бланке. Виља је сматрао Тијера Бланку, вођену од 23. до 24. новембра 1913, својом најспектакуларнијом победом, иако је генерал Таламантес погинуо у борби. Бирс је нестао у децембру 1913. или касније. Његов нестанак никада није решен. Усмена сведочења о његовом погубљењу стрељањем никада нису потврђена. Начелник штаба америчке војске Хју Л. Скот задужио је Виљиног америчког агента, Зомерфелда, да открије шта се догодило, али једини резултат истраге био је налаз да је Бирс највероватније преживео након Охинаге и умро у Дурангу.
Џон Рид, који је дипломирао на Харварду 1910. и постао левичарски новинар, писао је чланке за часописе који су били изузетно важни у обликовању Виљине епске слике за Американце. Рид је провео четири месеца са Виљином војском и објавио живописне портрете Виље, његових бораца и жена солдадерас, које су биле витални део борбених снага. Ридови чланци су сакупљени у књигу Побуњенички Мексико и објављени 1914. за америчку публику. Рид укључује приче о томе како је Виља конфисковао стоку, кукуруз и злато и делио их сиромашнима. Председник Вудро Вилсон је знао неку верзију Виљине репутације, рекавши да је он био „врста Робин Худа [који] је провео буран живот пљачкајући богате да би дао сиромашнима. Чак је у једном тренутку држао месару како би сиромашнима делио приходе од својих безбројних пљачки стоке.”

### Гувернер Чиваве
Виља је био бриљантан тактичар на бојном пољу, што се преточило у политичку подршку. Године 1913, локални војни команданти изабрали су га за привременог гувернера државе Чивава противно жељама Првог шефа Каранзе, који је желео да именује Мануела Чаоа.‍:263 Као гувернер Чиваве, Виља је регрутовао искусније генерале, укључујући Торибија Ортегу, Порфирија Таламантеса и Калиста Контрераса, у свој војни штаб и постигао више успеха него икада раније.‍:253 Виљин секретар, Перез Рул, поделио је његову војску у две групе, једну коју су предводили Ортега, Контрерас и Орестес Переира‍:261 и другу коју су предводили Таламантес и Контрерасов бивши заменик, Северијанко Сенисерос.‍:262
Као гувернер Чиваве, Виља је прикупио више новца за поход на југ против Уертине Федералне војске различитим методама. Штампао је сопствену валуту и декретом одредио да се може трговати и прихватати по номиналној вредности са златним мексичким пезосима. Приморавао је богате да дају зајмове за финансирање ратне машинерије револуције. Конфисковао је злато из неколико банака, а у случају Банко Минеро држао је члана породице власника банке, богате породице Теразас, као таоца док није откривена локација скривених златних резерви банке. Такође је присвојио земљу у власништву хацијендера (власника хацијенди) и прерасподелио новац генерисан од хацијенди за финансирање војних напора и пензија грађана који су изгубили чланове породице у револуцији. Виља је такође декретом одредио да ће се након завршетка револуције земља прерасподелити, из руку олигархије, револуционарним ветеранима, бившим власницима земље пре него што су је хацијендери преузели, и самој држави у једнаким деловима. Ови потези, праћени поклонима и смањењем трошкова за сиромашније делове државе, представљали су велике промене у односу на претходне револуционарне владе и довели су до велике подршке Виљи у значајним деловима становништва Чиваве. Након четири недеље на месту гувернера, Виља се повукао са функције на предлог Каранзе, остављајући Мануела Чаоа као гувернера.
Са толико извора новца, Виља је проширио и модернизовао своје снаге, купујући тегљаче, коњичке коње, оружје, муницију, мобилне болничке установе (железничке вагоне и коњске амбуланте са мексичким и страним добровољним лекарима, познате као Servicio sanitario), и друге залихе, и обновио је железницу јужно од града Чивава. Такође је регрутовао борце из Чиваве и Дуранга и створио велику војску познату као Северна дивизија (División del Norte),‍:287 најмоћнију и најстрашнију војну јединицу у целом Мексику.</ref> Обновљена железница је транспортовала Виљине трупе и артиљерију на југ, где је поразио снаге Федералне војске у низу битака код Гомез Паласија, Тореона, и на крају у срцу Уертиног режима у Закатекасу.

### Победа код Закатекаса, 1914
Након што је Виља заузео стратешки важан Тореон, Каранза му је наредио да прекине акцију јужно од Тореона и уместо тога се преусмери на напад на Салтиљо. Претио је да ће прекинути Виљин доток угља, чиме би имобилисао његове возове за снабдевање, ако не послуша. Ово је широко схваћено као покушај Каранзе да одврати Виљу од директног напада на Мексико Сити како би омогућио Каранзиним снагама под Обрегоном, које су напредовале са запада преко Гвадалахаре, да прве заузму престоницу. Ово је било скупо и реметилачко одвраћање за Северну дивизију. Виљини регрутовани војници нису били неплаћени добровољци, већ плаћени војници, који су зарађивали тада огромну суму од једног пезоса дневно. Сваки дан одлагања коштао је хиљаде пезоса.
Згађен, али без практичне алтернативе, Виља је поступио по Каранзином наређењу и заузео мање важан град Салтиљо, и наставио да предаје контролу над земљом Каранзи у нади да ће окончати непријатељство између њих двојице. Каранза је одбио да постигне било какав компромис са Виљом и наредио да се 5000 припадника Северне дивизије пошаље у Закатекас да помогну у његовом заузимању. Један уставни генерал је недавно извео напад који је пропао због супериорне артиљерије федералних снага. Виља је веровао да би слање трупа у помоћ довело само до истог резултата, осим ако он лично не би водио напад. Каранза је одбио да повуче наређење јер није желео да Виља добије заслуге као победник Закатекаса. Након што је добио Каранзино одбијање, Виља је поднео оставку на своју функцију, што је даље довело до тога да се већина револуционарних генерала окупила иза Виље. Фелипе Анхелес и остали Виљини штабни официри залагали су се да Виља повуче своју оставку и настави са нападом на Закатекас, стратешку железничку станицу коју су снажно браниле федералне трупе и сматрале је готово неосвојивом. Закатекас је био извор већег дела мексичког сребра, а тиме и извор средстава за онога ко га држи. Виља је прихватио савет свог штаба и повукао оставку, а Северна дивизија је пркосила Каранзи и напала Закатекас. Борећи се уз стрме падине, Северна дивизија је поразила снагу од 12.000 Федералаца у Toma de Zacatecas (Заузимање Закатекаса), најкрвавијој бици револуције, са федералним губицима од око 7.000 мртвих и 5.000 рањених, и непознатим бројем цивилних жртава.
Виљина победа код Закатекаса у јуну 1914. сломила је кичму Уертином режиму. Уерта је напустио земљу 14. јула 1914. Федерална војска се распала, престајући да постоји као институција. Како се Виља кретао ка престоници, његов напредак је заустављен због недостатка угља за погон железничких мотора и, што је критично, ембарга који је америчка влада увела на увоз у Мексико. Пре тога, Виља је имао јаке односе са Вилсоновом администрацијом, делимично због Каранзине изразито антиамеричке реторике са којом се Виља јавно није слагао. Иако се за Виљу ништа није променило, историчар Фридрих Кац пише да су тачни мотиви америчке владе жестоко оспоравани, вероватно је да је покушавала да успостави неку врсту контроле над Мексиком тако што није дозвољавала ниједној фракцији да постане довољно моћна да јој не буде потребна америчка помоћ.

## Раскид са Каранзом, 1914
Раскид између Виље и Каранзе био је очекиван. Пакт из Тореона, споразум између Дивизије североистока и Виљине Северне дивизије, био је привремено решење да се Уставотворци одрже уједињени пре пораза Федералне војске. Пакт је наводно био ажурирање Каранзиног уског План из Гвадалупеа, додајући радикалан језик о расподели земље и санкцијама за Римокатоличку цркву због њене подршке Уерти. Ни Виља ни Каранза нису озбиљно схватили одредбе пакта, од којих је једна била да Каранза обнови доток муниције Виљи и обезбеди угаљ како би се његове трупе могле транспортовати возом. Примирје између Виље и Каранзе трајало је довољно дуго за коначан пораз и распуштање Федералне војске. У августу 1914, Каранза и његова револуционарна војска ушли су у Мексико Сити пре Виље.
Јединство у борби против Уерте више није било темељ Уставотвораца под Каранзиним вођством. Каранза је био богат власник имања и гувернер Коавиле, и сматрао је Виљу мало више од бандита, упркос његовим војним успесима. Виља је Каранзу видео као меког цивила, док је Виљина Северна дивизија била највећа и најуспешнија револуционарна војска. У августу и септембру Обрегон је путовао да се састане са Виљом и убеди га да не разбија уставни покрет. На њиховом августовском састанку, двојица су се сложила да Каранза сада треба да преузме титулу привременог председника Мексика, сада када је Уерта збачен. Упркос заједничкој петицији генерала, Каранза то није желео, јер би то значило да не може да се кандидује на очекиваним председничким изборима. Двојица су се такође сложила да треба одмах предузети акцију на пољу аграрне реформе. Такође су се сложили да војску треба одвојити од политике. До Обрегоновог другог састанка са Виљом у септембру, Обрегон је одустао од постизања споразума са њим, али се надао да ће привући војнике Северне дивизије од Виље, осећајући да неки не одобравају Виљине насилне тенденције. Током посете, Виља се разбеснео на Обрегона и позвао стрељачки вод да га одмах погуби. Обрегон га је умирио и Виља је распустио вод. Виља је дозволио Обрегону да оде возом за Мексико Сити, али је затим Виља покушао да заустави воз и врати Обрегона у Чиваву. Телеграм није примљен или је игнорисан, и Обрегон је безбедно стигао у престоницу. Иако је Обрегон имао своје несугласице са Каранзом, његове две посете Виљи убедиле су га да за тренутак остане веран цивилном Првом шефу. Обрегон је видео Виљу „као бандита који неће држати своја обећања.” Виља је раскинуо са Каранзом у септембру 1914. и издао манифест.

## Савез са Запатом против Каранзе, 1914–15
Када је Уерта збачен, борба за моћ између фракција револуције изашла је на видело. Револуционарни каудиљи сазвали су Конвенција у Агваскалијентесу, покушавајући да реше питање власти у политичкој сфери, а не на бојном пољу. Овај састанак је поставио пут ка демократији. Ниједан од наоружаних револуционара није смео да буде номинован за владине функције, а Еулалио Гутијерез је изабран за привременог председника. Емилијано Запата, војни генерал из јужног Мексика, такође је послао неколико делегата на конвенцију, међутим, ови делегати нису учествовали док нису били уверени да конвенција тежи истинској реформи, а склопљен је савез између Запатиних и Виљиних снага. Запата је био наклоњен Виљиним непријатељским ставовима према Каранзи и рекао је Виљи да се плаши да су Каранзине намере диктаторске, а не демократског председника. Плашећи се да Каранза намерава да наметне диктатуру, Виља и Запата су раскинули с њим. Каранза се противио споразумима конвенције, која је одбацила његово вођство као „првог шефа” револуције. Војска конвенције је формирана савезом Виље и Запате, и уследио је грађански рат победника. Иако су и Виља и Запата поражени у покушају да унапреде алтернативну државну власт, њихове социјалне захтеве су (на свој начин) копирали њихови противници (Обрегон и Каранза).
Каранза и Алваро Обрегон повукли су се у Веракруз, остављајући Виљу и Запату да окупирају Мексико Сити. Иако је Виља имао импозантнију војску и показао своју бриљантност у борби против сада већ угашене Федералне војске, Каранзин генерал Обрегон био је бољи тактичар. Уз Обрегонову помоћ, Каранза је успео да искористи мексичку штампу да прикаже Виљу као социопатског бандита и поткопа његов положај код САД. Крајем 1914. године, Виља је доживео додатни ударац смрћу од тифуса Торибија Ортеге, једног од својих главних генерала.‍:273
Док су снаге Конвенције окупирале Мексико Сити, Каранза је задржао контролу над две кључне мексичке државе, Веракрузом и Тамаулипасом, где су се налазиле две највеће мексичке луке. Каранза је успео да прикупи више прихода од Виље. Године 1915, Виља је био приморан да напусти престоницу након низа инцидената у које су биле укључене његове трупе, што је помогло да се отвори пут за повратак Каранзе и његових следбеника.
Да би се борио против Виље, Каранза је послао свог најспособнијег генерала Обрегона на север, који је поразио Виљу у низу битака. Сусревши се у Бици код Селаје у Бахију, Виља и Обрегон су се прво борили од 6. до 15. априла 1915, а Виљина војска је тешко поражена, са 4.000 убијених и 6.000 заробљених. Обрегон се поново сукобио са Виљом у Бици код Тринидада, која се водила од 29. априла до 5. јуна 1915, где је Виља доживео још један огроман губитак. У октобру 1915, Виља је прешао у Сонору, главно упориште Обрегонове и Каранзине војске, где се надао да ће сломити Каранзин режим. Међутим, Каранза је појачао Сонору, и Виља је поново тешко поражен. Родолфо Фијеро, лојалан официр и окрутни извршилац, убијен је док је Виљина војска прелазила у Сонору.
Након губитка Битке код Агва Пријете у Сонори, огроман број Виљиних људи у Северној дивизији је убијен, а 1.500 преживелих припадника војске убрзо се окренуло против њега, прихватајући понуду за амнестију од Каранзе. „Виљина војска [је] сведена на стање у које је свела Уертину 1914. године. Славна Северна дивизија је тако елиминисана као главна војна сила.”
У новембру 1915, Каранзине снаге су заробиле и погубиле Контрераса, Перејру и сина.‍:262 Северијанко Сенисерос је такође прихватио амнестију од Каранзе и окренуо се против Виље.‍:262 Иако је Виљин секретар Перез Рул такође раскинуо са Виљом, одбио је да постане присталица Каранзе.‍:832
Само 200 људи у Виљиној војсци остало му је верно, и био је приморан да се повуче назад у планине Чиваве. Међутим, Виља и његови људи били су одлучни да наставе борбу против Каранзиних снага. Виљин положај је додатно ослабљен одбијањем Сједињених Држава да му продају оружје. До краја 1915, Виља је био у бекству, а влада Сједињених Држава је признала Каранзу.

## Од националног вође до герилског вође, 1915–20
Период након Виљиног пораза од Обрегона има много мрачних епизода. Његова борбена снага се значајно смањила, више није била војска. Виљини противници су веровали да је он завршио као фактор у Револуцији. Одлучио је да преостале снаге подели у независне групе под својом влашћу, забрани солдадерас и повуче се у брда као герилац. Ова стратегија је била ефикасна и добро позната Виљи из његових бандитских дана. Имао је лојалне следбенике из западне Чиваве и северног Дуранга. Поново се успоставио образац да су градови под контролом владе, а села под контролом гериле. Цивилно становништво током ратовања често је жртва насиља. У Намикипи, Виља је покушао да казни цивиле који су формирали домобранство, али када су сазнали да се Виљини људи приближавају, мушкарци из села су побегли у брда, остављајући своје породице. Виља је окупио жене и дозволио својим војницима да их силују. Прича о силовањима у Намикипи проширила се широм Чиваве.
Неки историчари тврде да су му приписани злочини које није починио; поред тога, његови непријатељи су увек причали лажне приче како би повећали његов статус „зле особе”, јер је било случајева бандита који нису били део револуције и који су починили злочине који су касније приписани Виљи.
Након година јавне и документоване подршке Виљиној борби, Сједињене Државе су одбиле да дозволе да се његовој војсци испоручи више оружја и дозволиле су да се Каранзине трупе премештају преко америчких железница у Друга битка код Агва Пријете. Вудро Вилсон је веровао да је подршка Каранзи најбољи начин да се убрза успостављање стабилне мексичке владе. Виља је био додатно разјарен Обрегоновом употребом рефлектора, напајаних електричном енергијом произведеном у САД, како би помогао у одбијању ноћног напада Вилиста на погранични град Агва Пријета, Сонора, 1. новембра 1915. У Мексику и пограничним градовима САД, Виља је покренуо освету против Американаца, јер је Вилсона кривио за свој пораз од Каранзе. У јануару 1916, група Вилиста напала је воз на железници Мексико-Северозапад, близу Санта Изабел, Чивава, и убила неколико америчких држављана запослених у Америчкој компанији за топљење и прераду. Међу путницима је било осамнаест Американаца, од којих је 15 радило за Америчку компанију за топљење. Био је само један преживели, који је дао детаље штампи. Виља је признао да је наредио напад, али је негирао да је одобрио проливање крви америчких грађана.
Након састанка са мексичким градоначелником по имену Хуан Муњоз, Виља је регрутовао још људи у своју герилску милицију и имао 400 људи под својом командом. Виља се затим састао са својим поручницима Мартином Лопезом, Паблом Лопезом, Франсиском Белтраном и Канделаријем Сервантесом, и поверио додатних 100 људи команди Хоакина Алвареза, Бернабеа Сифуентеса и Ернеста Риоса. Пабло Лопез и Сервантес су касније убијени почетком 1916.‍:364 Виља и његових 500 герилаца су затим почели да планирају напад на америчко тло.

### Напад на Нови Мексико
Дана 9. марта 1916, генерал Виља је наредио скоро 100 мексичких припадника своје револуционарне групе да изврше прекогранични напад на Коламбус, Нови Мексико. Неки историчари верују да је Виља напао Коламбус због своје забринутости због онога што је сматрао америчким империјалистичким мешањем у унутрашње послове Мексика.
Са чисто војног становишта, Виља је извео напад јер му је требало више војне опреме и залиха како би наставио борбу против Каранзе. Многи су веровали да је напад изведен због званичног признања Каранзиног режима од стране америчке владе и због губитка живота у борби због неисправних метака купљених од САД.
Напали су одред 13. коњичког пука, спалили град и запленили 100 коња и мазги и друге војне залихе. Убијено је осамнаест Американаца и око 80 Вилиста.
Други напади на територији САД наводно су изведени од стране Виље, али ниједан од ових напада није потврђен да су га извели Вилисти. То су:
- 15. мај 1916. Глен Спрингс, Тексас – један цивил је убијен, три америчка војника су рањена, а процењује се да су убијена два Мексиканца.[67]
- 15. јун 1916. Сан Игнасио, Тексас – четири војника су убијена, а пет војника рањено од стране бандита, шест Мексиканаца је убијено.[67]
- 31. јул 1916. Форт Хенкок, Тексас – два америчка војника су убијена.[68] Два убијена војника била су из 8. коњички пук и царински инспектор Роберт Вуд.[69] Један Американац је рањен, три Мексиканца су наводно убијена, а три Мексиканца су заробиле трупе мексичке владе.

### Америчка експедиција за хватање Виље
Као резултат Виљиног напада на Коламбус, председник Вилсон је одлучио да предузме акцију. Јавно је објављено да ће генерал Першинг бити послат у Мексико да ухвати Виљу. У приватном наређењу генералу Першингу, речено му је да прекине потрагу за Виљом чим се Виљине војске распадну.
Председник Вилсон је послао 5.000 војника америчке војске под командом генерала Фредерика Фанстона, који је надгледао Џона Першинга док је прогонио Виљу кроз Мексико. Користећи авионе и камионе по први пут у историји америчке војске, Першингове снаге су безуспешно прогониле Виљу до фебруара 1917. Виља им је измакао, али неки од његових виших команданата, укључујући пуковника Канделарија Сервантеса, генерала Франсиска Белтрана, Белтрановог сина, Виљиног заменика Хулија Карденаса, и укупно 190 његових људи убијени су током експедиције. Каранзина влада и мексичко становништво били су против тога да америчке трупе нарушавају мексичку територију. Било је неколико демонстрација против Казнене експедиције. Током експедиције, Каранзине снаге су заробиле једног од Виљиних главних генерала, Пабла Лопеза, и погубиле га 5. јуна 1916.

### Немачко учешће у каснијим Виљиним кампањама
Пре него што су се нерегуларне снаге Виље и Каранзе повукле у планине 1915. године, не постоје веродостојни докази да је Виља сарађивао са немачком владом или агентима или прихватио било какву помоћ од њих. Виља је добијао оружје из САД, ангажовао међународне плаћенике и лекаре, укључујући Американце, био је представљен као херој у америчким медијима, склапао пословне аранжмане са Холивудом и није се противио америчкој окупацији Веракруза 1914. године. Виљина опаска је била да је окупација само наштетила Уерти. Виља се противио оружаном учешћу Сједињених Држава у Мексику, али није деловао против окупације Веракруза како би одржао везе у САД које су биле неопходне за куповину америчких метака и других залиха. Немачки конзул у Тореону је упутио молбе Виљи, нудећи му оружје и новац да окупира луку и нафтна поља у Тампику како би немачки бродови могли тамо да пристају, али Виља је понуду одбио.
Немачки агенти су покушали да се умешају у Мексичку револуцију, али нису успели. Покушали су да се договоре са Викторијаном Уертом да му помогну да поново заузме земљу и, у злогласном Цимермановом телеграму мексичкој влади, предложили су савез са владом Венустијана Каранзе.
Постоје документовани контакти између Виље и Немаца након Виљиног раскида са Уставотворцима. То је углавном било у лику Феликса А. Зомерфелда (напоменуто у Кацовој књизи), који је наводно 1915. године пребацио 340.000 долара немачког новца компанији Western Cartridge Company како би купио муницију. Зомерфелд је био Виљин представник у Сједињеним Државама од 1914. и имао је блиске контакте са немачким поморским аташеом у Вашингтону, Карлом Бој-Едом, као и са другим немачким агентима у Сједињеним Државама, укључујући Франца фон Ринтелена и Хорста фон дер Голца. У мају 1914. године, Зомерфелд је формално ступио у службу Бој-Еда и немачке тајне службе у Сједињеним Државама. Међутим, Виљине акције тешко да су биле акције немачког пијуна; пре би се рекло да је Виља прибегао немачкој помоћи тек након што су му други извори новца и оружја били одсечени.
У време Виљиног напада на Коламбус, Нови Мексико, 1916. године, Виљина војна моћ је била маргинализована. Био је одбијен код Коламбуса од стране малог коњичког одреда, иако је нанео велику штету. Његово поприште операција било је углавном ограничено на западну Чиваву. Био је персона нон грата код владајућих Каранзиних уставотвораца у Мексику и био је под ембаргом САД, тако да би комуникација или даље испоруке оружја између Немаца и Виље биле тешке.
Вероватно објашњење за контакте између Виље и Немаца након 1915. године је да су они били узалудно проширење све очајнијих немачких дипломатских напора и Вилистичких снова о победи док су се њихови ратови заглибили. Виља практично није имао ништа корисно да понуди у замену за немачку помоћ у том тренутку. Приликом процене тврдњи о Виљиној завери са Немцима, приказивање Виље као немачког симпатизера служило је пропагандним потребама и Каранзе и Вилсона и то се мора узети у обзир.
Употреба Маузер пушака и карабина од стране Виљиних снага не мора нужно да указује на немачку везу. Ово оружје су широко користиле све стране у Мексичкој револуцији, с обзиром да су Маузерове дуге цеви биле изузетно популарне. Биле су стандардно наоружање у мексичкој војсци, која је почела да усваја систем наоружања Маузер 7 mm већ 1895. године.

## Последње године: од вође до власника хацијенде, 1920–23
Након неуспешне војне кампање код Селаје и упада у Нови Мексико 1916. године, што је изазвало неуспешну америчку војну интервенцију у Мексику да га ухвате, Виља је престао да буде национални лидер и постао је лидер у Чивави. Иако је Виља и даље био активан, Каранза је свој фокус пребацио на решавање опасније претње коју је представљао Запата на југу.> Виљина последња велика војна акција била је напад на Сијудад Хуарез 1919. године. Након напада, Виља је доживео још један велики ударац након што је Фелипе Анхелес, који се вратио у Мексико 1918. након што је три године живео у егзилу као млекар у Тексасу, напустио Виљу и његову малу преосталу милицију. Анхелес је касније заробљен од стране Каранзиних снага и погубљен 26. новембра 1919.
Виља је наставио борбу и извео малу опсаду у Асенсиону, Дуранго, након неуспелог напада у Сијудад Хуарезу. Опсада није успела, а Виљин нови заменик, његов дугогодишњи поручник Мартин Лопез, убијен је током борбе. У том тренутку, Виља се сложио да ће престати да се бори ако му се то исплати.
Дана 21. маја 1920. године, догодио се преокрет за Виљу када је Каранза, заједно са својим главним саветницима и присталицама, убијен од стране присталица Алвара Обрегона. Са својим непријатељем мртвим, Виља је сада био спреман да преговара о мировном споразуму и повуче се. Дана 22. јула 1920, Виља је коначно успео да пошаље телеграм мексичком привременом председнику Адолфу де ла Уерти, у којем је навео да признаје Де ла Уертино председништво и затражио амнестију. Шест дана касније, Де ла Уерта се састао са Виљом и преговарао о мировном споразуму.
У замену за повлачење из непријатељстава, Виљи је додељена хацијенда од 25.000 хектара у Канутиљу, недалеко од Парала, Чивава, од стране националне владе. Ово је било додатно уз имање Quinta Luz које је поседовао са својом женом, Маријом Луз Корал де Виљом, у граду Чивава. Преосталих 200 герилаца и ветерана Виљине милиције који су му остали верни такође би боравили с њим на његовој новој хацијенди, а мексичка влада им је такође доделила пензију у укупном износу од 500.000 златних пезоса. 50 герилаца који су још остали у Виљиној малој коњици било би дозвољено да служе као Виљини лични телохранитељи.

## Лични живот
Како је Виљин биограф Фридрих Кац приметио, „Током свог живота, Виља се никада није замарао конвенционалним аранжманима у свом породичном животу” и склопио је неколико бракова не тражећи поништење или развод. Дана 29. маја 1911, Виља се оженио Маријом Луз Корал, која је описана као „Најречитија од његових многих жена.” Виља ју је упознао док је живела са својом мајком удовицом у Сан Андресу, где је Виља једно време имао свој штаб. Анти-реизборници су претили мештанима тражећи новчане доприносе за своју ствар, што две жене нису могле да приуште. Удовица Корал није желела да изгледа као контрареволуционарка и отишла је код Виље, који јој је дозволио да да симболичан допринос ствари. Виља је желео Луз Корал за жену, али се њена мајка противила; међутим, њих двоје је венчао свештеник „на великој церемонији, којој су присуствовали његови војни шефови и представник гувернера.” Фотографија Корал са Виљом, датирана 1914, објављена је у збирци фотографија из Револуције. Приказује стаситу жену са косом у пунђи, која носи дугачку украшену сукњу и белу блузу, са ребозо шалом поред насмејаног Виље. Након Виљине смрти, брак Луз Корал са Виљом је два пута оспораван на суду, и оба пута је потврђен као важећи. Заједно, Виља и Луз Корал су имали једно дете, ћерку, која је умрла неколико година након рођења.
Виља је имао дугорочне везе са неколико жена. Аустреберта Рентерија је била Виљина „званична жена” на његовој хацијенди Канутиљо, и Виља је с њом имао два сина, Франсиска и Иполита.
Друге су биле Соледад Сеањез, Хуана Торес, коју је оженио 1913. и с којом је имао ћерку.
Још једна жена у Виљином животу била је Мануела Касас, с којом је Виља имао сина по имену Тринидад Виља. Он је постао дублер Џона Вејна у многим филмовима у држави Дуранго. Мануела Касас је била последња жена која га је видела живог у Паралу, Чивава.
У време Виљиног атентата 1923. године, Луз Корал је протерана из Канутиља. Међутим, мексички судови су је признали као Виљину закониту жену и стога наследницу Виљиног имања. Председник Обрегон је интервенисао у спору између конкурентских захтева за Виљино имање у корист Луз Корал, можда зато што му је спасила живот када је Виља претио да ће га погубити 1914. године.
Рентерија и Сеањез су на крају добиле мале владине пензије деценијама након Виљине смрти. Корал је наследила Виљино имање и играла је кључну улогу у одржавању његовог јавног сећања. Све три жене су често биле присутне на церемонијама на Виљином гробу у Паралу. Када су Виљини посмртни остаци пренети 1976. у Споменик револуцији у Мексико Ситију, Корал је одбила да присуствује огромној церемонији. Умрла је у 89. години 6. јула 1981.
Наводни син Панча Виље био је потпуковник Октавио Виља Кос, рођен од Гвадалупе Кос Домингез у Ранчо де Сантијаго, Чивава, 1914. године. Наводно га је убио Хуан Непомусено Гера, легендарни нарко-бос из Заливског картела, 1960. године.
Виљин последњи живи син, Ернесто Нава, умро је у Кастро Валију, Калифорнија, у 94. години 31. децембра 2009. Нава се сваке године појављивао на фестивалским догађајима у свом родном граду Дурангу, Мексико, уживајући у статусу славне личности док није постао превише слаб да би присуствовао.

## Заседа и смрт
Дана 20. јула 1923, Виља је упуцан и убијен у заседи док је посећивао Парал, највероватније по наређењу политичких непријатеља Плутарка Елијаса Каљеса и председника Алвара Обрегона. Често је путовао са свог ранча у Парал, где се углавном осећао сигурно, због банкарских и других послова. Виља је обично био у пратњи своје велике пратње наоружаних Дорадоса, или телохранитеља, али тог дана је отишао у град без већине њих, повевши са собом само три телохранитеља и два друга радника са ранча. Отишао је да подигне пошиљку злата из локалне банке како би исплатио особље свог ранча Канутиљо. Возећи се натраг кроз град у свом црном Доџ туристичком аутомобилу из 1919, Виља је прошао поред школе, а продавац семенки бундеве је потрчао ка његовом аутомобилу и повикао „Живео Виља!”, што је био сигнал групи од седам стрелаца који су се затим појавили на сред пута и испалили више од 40 метака у аутомобил.‍:393 У паљби, девет метака са експанзивним зрном, који се обично користе за лов на крупну дивљач, погодили су Виљу у главу и горњи део груди, убивши га на лицу места.‍:766
Кларо Уертадо (телохранитељ), Рафаел Мадрено (Виљин главни лични телохранитељ),‍:393 Данијел Тамајо (његов лични секретар) и пуковник Мигел Триљо (који је такође био његов возач)‍:393 такође су убијени. Један од Виљиних телохранитеља, Рамон Контрерас, тешко је рањен, али је успео да убије барем једног од атентатора пре него што је побегао; Контрерас је био једини преживели. Наводи се да је Виља умро рекавши: „Не дозволите да се овако заврши. Реците им да сам нешто рекао,” али не постоје савремени докази да је преживео пуцњаву чак ни на тренутак. Историчар и биограф Фридрих Кац написао је 1998. да је Виља умро на лицу места.‍:766 Тајм је такође известио 1951. да су и Виља и његов помоћник (Тамајо) убијени на лицу места.
Телеграфска служба до Виљине хацијенде Канутиљо је прекинута, вероватно да би Обрегонови званичници могли да обезбеде имање и „да спрече могући Вилистички устанак изазван његовим атентатом.”
Сутрадан је одржана Виљина сахрана и хиљаде његових ожалошћених присталица у Паралу пратило је његов ковчег до места сахране док су Виљини људи и његови најближи пријатељи остали на хацијенди Канутиљо наоружани и спремни за напад владиних трупа. Шест преживелих атентатора се скривало у пустињи и убрзо су ухваћени, али су само двојица одслужила неколико месеци у затвору, а остали су примљени у војску.
Виља је вероватно убијен јер је јавно говорио о поновном уласку у политику како су се приближавали избори 1924. године. Обрегон се није могао поново кандидовати за председника, тако да је постојала политичка неизвесност око председничког наследства. Обрегон је фаворизовао свог сународника из Соноре, генерала Плутарка Елијаса Каљеса, за председника. Да је Виља поново ушао у политику, то би закомпликовало политичку ситуацију за Обрегона и соноранске генерале. Атентат на Виљу користио је плановима Обрегона, који је изабрао некога ко се ни на који начин није могао мерити са његовом моћи и харизмом, и Каљеса, који је жарко желео да буде председник Мексика по сваку цену. Никада није доказано ко је одговоран за атентат, али према Виљином биографу Фридриху Кацу, Хесус Салас Бараза је преузео одговорност да заштити Обрегона и Каљеса. Већина историчара приписује Виљину смрт добро испланираној завери коју су највероватније покренули Плутарко Елијас Каљес и његов сарадник, генерал Хоакин Амаро, уз барем прећутно одобрење Обрегона.‍:393
У то време, државни законодавац из Дуранга, Хесус Салас Бараза, кога је Виља једном изударао током свађе око жене, преузео је једину одговорност за заверу. Бараза је признао да је рекао свом пријатељу, који је радио као дилер за Џенерал Моторс, да ће убити Виљу ако му се плати 50.000 пезоса. Пријатељ није био богат и није имао 50.000 пезоса при руци, па је прикупио новац од Виљиних непријатеља и успео да сакупи укупно 100.000 пезоса за Баразу и његове друге заверенике. Бараза је такође признао да су он и његови саучесници пратили Виљине дневне вожње аутомобилом и платили продавцу семенки бундеве на месту Виљиног атентата да викне „Живео Виља!” једном ако је Виља седео на предњем седишту аутомобила или двапут ако је седео позади.
Обрегон је попустио пред захтевима народа и наредио да се Бараза притвори. Првобитно осуђен на 20 година затвора, Баразина казна је смањена на три месеца од стране гувернера Чиваве, а Салас Бараза је на крају постао пуковник у мексичкој војсци. У писму гувернеру Дуранга, Хесусу Кастру, Салас Бараза се сложио да буде „жртвени јарац”, а исти аранжман се помиње у писмима размењеним између Кастра и Амара. Други умешани у заверу били су Феликс Лара, командант федералних трупа у Паралу, коме је Каљес платио 50.000 пезоса да уклони своје војнике и полицајце из града на дан атентата, и Мелитон Лозоја, бивши власник Виљине хацијенде од кога је Виља захтевао да врати средства која је проневерио. Управо је Лозоја планирао детаље атентата и пронашао људе који су га извршили.‍:393 Извештено је да су пре него што је Салас Бараза умро од можданог удара у свом дому у Мексико Ситију 1951, његове последње речи биле: „Нисам убица. Ослободио сам човечанство чудовишта.”

### Последице његове смрти
Виља је сахрањен дан након атентата на градском гробљу у Паралу, Чивава‍:767, а не у граду Чивава, где је изградио маузолеј. Виљина лобања је украдена из његовог гроба 1926. године. Према локалном фолклору, амерички ловац на благо, Емил Холмдал, одрубио му је главу како би продао лобању ексцентричном милионеру који је сакупљао главе историјских личности. Прича се да је лобања у поседу друштва Лобања и кости са Универзитета Јејл, што они негирају. Његови остаци су поново сахрањени у Споменику Револуцији у Мексико Ситију 1976. године. Музеј Франсиска Виље је музеј посвећен Виљи који се налази на месту његовог атентата у Паралу.
Виљина наводна смртна маска била је сакривена у школи Радфорд у Ел Пасу, Тексас, до 1980-их, када је послата у Историјски музеј мексичке револуције у Чивави. Други музеји имају керамичке и бронзане приказе који се не поклапају са овом маском.

## Наслеђе
Према главном биографу Панча Виље, Фридриху Кацу, револуционар је доживљаван као разарач, али по Кацовој процени, у томе је било и позитивних аспеката. Виља је одиграо одлучујућу улогу не само у уништењу Уертиног режима, већ и целог старог режима. Током Виљиног кратког периода као гувернера Чиваве, спровео је значајну аграрну реформу. Конфискацијом земљишних поседа и протеривањем њихових власника, ослабио је ту класу. Тридесетих година 20. века председник Лазаро Карденас довршио је демонтажу старог земљишног система. Виљин напад на Коламбус у Новом Мексику уништио је растућу сарадњу између Каранцине владе и Сједињених Држава и подстакао САД на инвазију на северни Мексико. Банке у САД престале су да дају зајмове Каранциној влади, блокирајући њену способност да угуши сељачке побуне у Морелосу, Сан Луис Потосију и Виљином подручју. Кац сматра да је Виљино време као гувернера било веома ефикасно и економски корисно за општу популацију. „На неки начин, то би се могло назвати првом социјалном државом у Мексику.“
Са његовим остацима сада сахрањеним у Споменику Револуцији, Виља је такође почаствован додавањем његовог имена на зид мексичких хероја у Дому посланика. У оба случаја званичног признања било је значајних контроверзи. Чињеница да Виљин лик и наслеђе нису брзо присвојени и манипулисани од стране владајуће партије на начин на који је то учињено са Запатиним сачувала је Виљино сећање и мит у срцима народа. „Популарни укус је желео да Виља буде узбудљив, а не угледан. Били су заљубљени у Виљу као одважног Робина Худа, сатира и чудовиште, непредвидивог девијанта, прљавог герилца и одметника са несвакидашњом моћи над људима.“
Виља није универзално хваљен. Историчар Алан Најт написао је обимну, двотомну историју Мексичке револуције, али на хиљаду страница текста, Најт има само расуте референце на Виљу. Он наглашава Виљину разбојничку прошлост, за кога је Револуција донела промену титуле, а не занимања.
Од главних фигура Револуције, Виља и Запата су најпознатији широј јавности, као браниоци обесправљених. Насупрот томе, они који су дошли на власт, Мадеро, Каранца и Обрегон, непознати су већини ван Мексика. Биле су потребне деценије да Виља добије званично признање као херој Револуције. Као и остали сахрањени у Споменику Револуцији, његови остаци почивају поред неких против којих се жестоко борио у животу, укључујући Венустијана Каранцу. Један научник примећује: „У смрти, као и у животу, Каранцу ће засенити Франсиско Виља.“
Мексичка влада је прогласила 2023. годину за „Годину Франсиска Виље“ (Año de Francisco Villa) у част Виљиног наслеђа у Мексичкој револуцији.
- Споменик Панчу Виљи у планинском ланцу Буфа Закатекас
- Бронзана коњаничка статуа Виље у Чивави, Чивава
- Слика Франсиска Виље

## Медији
- Панчо Виља глуми себе у немом докудрамском филму из 1914. The Life of General Villa.
- Мајк Мороф глуми измишљеног Панча Виљу у серији Џорџ Лукаса Млади Индијана Џоунс у епизоди Spring Break Adventure.[116]
- Глумци: Марти Лагина, Мети Блејк, Синди А. Медина, Џипси Џулс, Џексон Полк, Џон Галегос, Давид Акоста. HISTORY CHANNEL. „Плен Панча Виље“. Сезона 2, Епизода 7 у Beyond Oak Island. Март 2022.[тражи се извор]
- PBS El Paso. Емисија: „Само у Ел Пасу“ епизода под називом „Сведочење револуцији“ са Синди А. Медином, Франсиском „Пако“ Виљом Гарсијом и др Давидом Ромом, октобар 2022.[тражи се извор]
- Telles, Raymond. The Storm that Swept Mexico. PBS документарац, 15. мај 2011.
- Taibo II, Paco Ignacio. Pancho Villa.. History Channel документарац, 2008.[тражи се извор]
- And Starring Pancho Villa as Himself, у главној улози Антонио Бандерас као Панчо Виља, 2003.
- Viva Villa!, у главној улози Волас Бири као Панчо Виља, 1934.
- Revolución од Артура Перез-Ревертеа, 2022.
- Have Gun Will Travel, Епизода 3.6, Pancho, глуми Rafael Campos.

## Виљине битке и војне акције
Виљин низ победа од почетка Мексичке револуције био је кључан за пад Порфирија Дијаза, победу Франсиска Мадера и свргавање Викторијана Уерте. Он остаје херојска фигура за многе Мексиканце. Његове војне акције укључују:
- Битка код Сан Андреса (победа 1910)
- Битка код Санта Изабел (победа 1910)
- Прва битка код Сијудад Хуареза (победа 1911)
- Друга битка код Сијудад Хуареза (победа 1913)
- Битка код Тијера Бланке (победа 1913)
- Битка код Чиваве (победа 1913)
- Битка код Охинаге (победа 1914)[117]
- Прва битка код Тореона (победа 1913)
- Друга битка код Тореона (победа 1914)
- es (победа 1914)
- es (победа 1914)
- Битка код Лерда (победа 1914)
- Битка код Гомез Паласија (победа 1914)
- Битка код Салтиља (победа 1914)
- Битка код Закатекаса (победа 1914)
- Битка код Селаје (пораз 1915)
- Битка код Тринидада (пораз 1915)
- Друга битка код Агва Пријете (пораз 1915)
- Битка код Коламбуса, Н.М. (победа 1916)
- Битка код Герера (победа 1916)
- Битка код Чиваве (победа 1916)
- Трећа битка код Тореона (победа 1916)
- Битка код Парала (победа 1918)
- Трећа битка код Сијудад Хуареза (пораз 1919)[118]
- Опсада Дуранга (пораз 1919)

### Извори
- Buchenau, Jürgen (2011). The Last Caudillo: Alvaro Obregón and the Mexican Revolution. John Wiley & Sons. ISBN 9781444397185.
- Hall, Linda Biesele (1981). Álvaro Obregón: Power and Revolution in Mexico, 1911–1920. Texas A & M University Press. ISBN 9780890969717.
- Katz, Friedrich (1983). The Secret War in Mexico: Europe, the United States, and the Mexican Revolution. University of Chicago Press. ISBN 9780226425894.
- Knight, Alan (1986). The Mexican Revolution: Volume 1, Porfirians, Liberals and Peasants. Cambridge University Press. ISBN 9780521244756.
- Knight, Alan (1990). The Mexican Revolution: Counter-revolution and reconstruction – Volume 2 of The Mexican Revolution. University of Nebraska Press. ISBN 978-0-8032-7771-7.
- Krauze, Enrique (1997). Mexico: Biography of Power. New York: Harper Collins. ISBN 9780060163259.
- Mraz, John (2012). Photographing the Mexican Revolution: Commitments, Testimonies, Icons. Austin: University of Texas Press. ISBN 9780292735804.
- O'Malley, Ilene V. (1986). The Myth of Revolution: Hero Cults and the Institutionalization of the Mexican State, 1920–1940. Greenwood Press.
- Osorio, Rubén (1997). „Francisco (Pancho) Villa”.  Ур.: Werner, Michael S. Encyclopedia of Mexico. Chicago: Fitzroy Dearborn Publishers. ISBN 9781884964312.